# Achyronia sericea
Achyronia sericea là một loài thực vật có hoa trong họ Đậu. Loài này được (Bergius) Kuntze mô tả khoa học đầu tiên năm 1891.